# Aenictus leliepvrei
Aenictus leliepvrei är en myrart som beskrevs av Bernard 1953. Aenictus leliepvrei ingår i släktet Aenictus och familjen myror. Inga underarter finns listade i Catalogue of Life.